# 100 Days (film 2001)
100 Days è un film del 2001 diretto da Nick Hughes.
Hughes ha prodotto la pellicola con il regista ruandese Eric Kabera.

## Trama
Il film presenta una ricostruzione degli eventi verificatisi durante il genocidio del Ruanda nella primavera e nell'estate del 1994. Il titolo del film presenta un riferimento allusivo alla durata stessa delle violenze perpetrate contro la minoranza dei Tutsi da parte dell'esercito e degli estremisti della maggioranza Hutu, scatenatesi il 6 aprile 1994 e concluse dall'avvio dell'operazione Turquoise dell'esercito francese nella metà del luglio dello stesso anno.

## Produzione
100 Days è stato il primo film non documentario ad essere realizzato per narrare il genocidio ruandese. La trama del film è incentrata sulla vita di una giovane rifugiata Tutsi, Josette, e suoi disperati tentativi di trovare salvezza durante il dilagare delle violenze. La pellicola è stata girata on location sui luoghi stessi del genocidio.